# 藤井駅
藤井駅（ふじいえき）は、福井県三方上中郡若狭町藤井にある、西日本旅客鉄道（JR西日本）小浜線の駅である。
隣の十村駅との駅間距離2.0 kmは、小浜線内ではもっとも短い。

## 歴史
- 1961年（昭和36年）8月1日：日本国有鉄道（国鉄）小浜線の三方駅 - 十村駅間に新設開業[1]。旅客営業のみ[1]。
- 1987年（昭和62年）4月1日：国鉄分割民営化により、西日本旅客鉄道の駅となる[1]。

## 駅構造
敦賀方面に向かって右側に1面1線の単式ホームを持つ地上駅（停留所）。金沢支社管理の無人駅で駅舎はなく、直接ホームに入る形になっている。自動券売機等は設置されていない。

## 利用状況
JR西日本の移動等円滑化取組報告書によると、2023年（令和5年）度の1日平均乗降人員は44人である。
「福井県統計年鑑」によれば、近年の1日平均乗車人員は以下の通り。
| 年度   | 1日平均 乗車人員 |
| ------ | ---------------- |
| 1997年 | 41               |
| 1998年 | 38               |
| 1999年 | 34               |
| 2000年 | 28               |
| 2001年 | 27               |
| 2002年 | 28               |
| 2003年 | 29               |
| 2004年 | 30               |
| 2005年 | 28               |
| 2006年 | 35               |
| 2007年 | 31               |
| 2008年 | 40               |
| 2009年 | 46               |
| 2010年 | 31               |
| 2011年 | 29               |
| 2012年 | 26               |
| 2013年 | 25               |
| 2014年 | 20               |
| 2015年 | 19               |
| 2016年 | 22               |
| 2017年 | 20               |
| 2018年 | 25               |
| 2019年 | 28               |
| 2020年 | 24               |
| 2021年 | 23               |

## 駅周辺
田畑が大きく広がる。駅から少し離れた西側をはす川が流れ、それに沿うように若狭梅街道が通る。民家は駅東側を通る国道27号付近に集約されている。
- 明倫保育園
- 向陽寺
- はす川
- 串小川
- 国道27号
- 若狭梅街道

## 隣の駅
西日本旅客鉄道（JR西日本）
■小浜線
三方駅 - 藤井駅 - 十村駅